# From Her Lips to God's Ears (The Energizer)
"From Her Lips to God's Ears (The Energizer)" is een single van de Amerikaanse punkband Against Me! Het is de tweede single van het album Searching for a Former Clarity uit 2005. Net zoals "Don't Lose Touch", de eerste single van het album, is ook deze single uitgebracht op 12" vinyl en bevat ze twee versies van hetzelfde nummer; een remix op de A-kant en de originele versie op de B-kant.

## Nummers
Kant A
1. "From Her Lips to God's Ears (The Energizer)" (remix van Energize-O-Tron) - 2:34

Kant B
1. "From Her Lips to God's Ears (The Energizer)" - 2:34

## Band
- Laura Jane Grace - gitaar, zang
- James Bowman - gitaar, achtergrondzang
- Andrew Seward - basgitaar, achtergrondzang
- Warren Oakes - drums